# Andrea Liesner
Andrea Liesner (* 1967 in Essen) ist eine deutsche Hochschullehrerin für Erziehungswissenschaft.

## Leben
Andrea Liesner begann 1991 ein Studium der Geschichte, Germanistik und Pädagogik an der Bergischen Universität Wuppertal, das sie 1997 mit dem ersten Staatsexamen für das Lehramt an den Sekundarstufen I und II beendete. 
Während ihrer Zeit als Promotionsstudentin arbeitete sie 1999 als wissenschaftliche Mitarbeiterin im Kulturwissenschaftlichen Institut des Landes Nordrhein-Westfalen in Essen, dessen Stipendiatin sie von 2000 bis 2001 war. 2001 erfolgte schließlich ihre Promotion an der Universität Wuppertal mit der Arbeit „Sicherheit pädagogisch – eine historische und systematische Analyse von Sicherheitsbedürfnissen und -reklamationen“. Nach einer kurzen Zeit als wissenschaftliche Mitarbeiterin im Arbeitsbereich Historische und Systematische Pädagogik der Universität Wuppertal wechselte Andrea Liesner 2001 als wissenschaftliche Assistentin an den Fachbereich Erziehungswissenschaft der Universität Hamburg. 
2007 wurde sie in Hamburg zur Professorin für Erziehungswissenschaft mit dem Arbeitsschwerpunkt „Bildungsprozesse im Kontext ökonomischer Transformationen“ ernannt.